# Ondiz
Ondiz es un núcleo de población español del municipio de Lejona, perteneciente a la provincia de Vizcaya, en la comunidad autónoma del País Vasco.

## Historia
Hacia mediados del siglo XIX, el lugar, un barrio ya por entonces perteneciente a Lejona, tenía contabilizada una población de 52 habitantes. Aparece descrito en el duodécimo volumen del Diccionario geográfico-estadístico-histórico de España y sus posesiones de Ultramar de Pascual Madoz con las siguientes palabras:

ONDIZ: barrio en la prov. de Vizcaya, part. jud. de Bilbao, térm. jurisd. de Lejona: 9 casas; 10 vec., 52 alm.
(Madoz, 1849, p. 276)

En 2023, el núcleo de población tenía empadronados 931 habitantes.

## Patrimonio

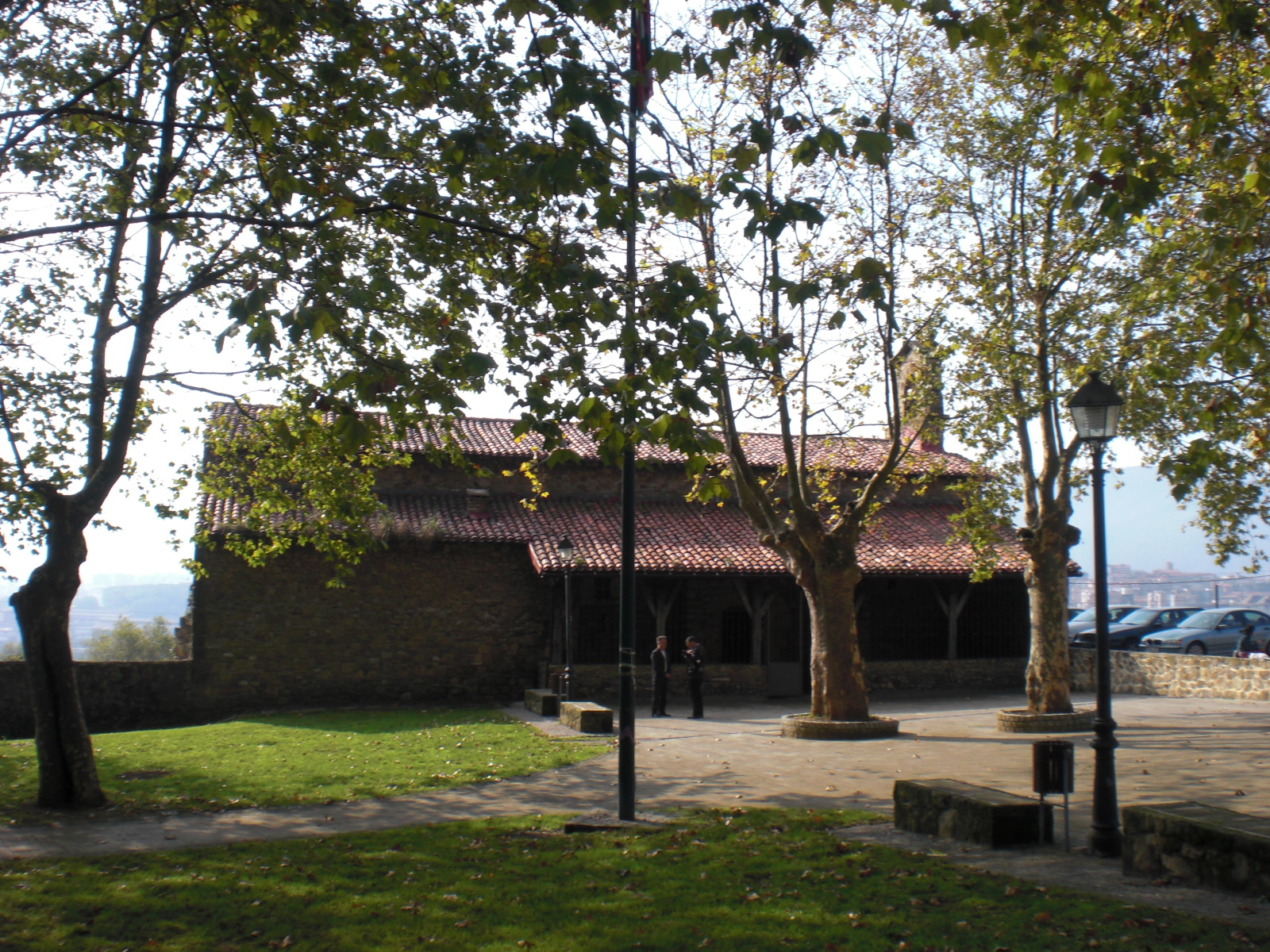
La ermita de Andra Mari

Hay en el lugar una ermita de Andra Mari.